# Joel Hastings Metcalf
Joel Hastings Metcalf, ameriški astronom, * 4. januar 1866, Meadville, Pensilvanija, ZDA, † 23. februar 1925, Portland, Maine, ZDA.

## Življenje in delo
Metcalf je diplomiral leta 1892 na Harvard Divinity School. Bil je unitarijanski minister Burlingtonu, Vermont, kasneje pa v Tautonu, Massachusetts, Winchestru, Massachusetts in Portlandu.
Odkril je ali je bil soodkritelj več kometov, med njimi: 23P/Brorsen-Metcalf in 97P/Metcalf-Brewington. Odkril je 41 asteroidov.